# Дубровка (Устюженский район)
Дубровка — деревня в Устюженском районе Вологодской области.
Входит в состав Залесского сельского поселения (с 1 января 2006 года по 9 апреля 2009 года входила в Хрипелевское сельское поселение), с точки зрения административно-территориального деления — в Хрипелевский сельсовет.
Расстояние до районного центра Устюжны по автодороге — 16 км, до центра муниципального образования деревни Малое Восное по прямой — 10 км. Ближайшие населённые пункты — Давыдовское, Куреваниха, Старое Квасово, Хрипелево.

## История
В конце XIX и начале XX века деревня административно относилась к Дубровской сельской общине Хрипелевской волости Устюженского уезда Новгородской губернии
К Дубровской сельской общине относилась так же деревня Ботино (ныне не существующая).
Согласно «Списку населенных мест Новгородской губернии за 1911 г.» в деревне было 43 занятых постройками дворовых места, на которых было 68 жилых строений. Жителей обоего пола — 206 человек (мужчин — 103, женщин — 103). Главное занятие жителей — земледелие, подсобное занятие — бондарный промысел. На территории имелись 2 пруда, 5 колодцев. В деревне была часовня и два хлебо-запасных магазина.
В Ботино было 10 дворовых мест, на которых находилось 10 жилых строений. Проживало 59 человек (мужчин — 27, женщин — 32). Занятие жителей — земледелие. В деревне Ботино был хлебо-запасной магазин.
Недалеко от деревни располагалась усадьба Максимово (Максимково), принадлежащая графам Менгденам. (В 1895 году — Георгию Федоровичу Менгдену). В усадьбе было 2 жилых дома, 8 — хозпостройки, проживало 14 человек (мужчин — 8, женщин — 6). Основное занятие жителей — земледелие. Руководил усадьбой наемный управляющий.

## Демография
Население по данным переписи 2002 года — 33 человека (12 мужчин, 21 женщина). Всё население — русские.

## Известные жители
Поляков Николай Антонович (11.02.1901 - 09.12.1981), уроженец деревни Дубровка (хутор Скорнево), генерал-майор Советской Армии, участник Великой Отечественной войны. Во время войны был командиром ряда кавалерийских и стрелковых дивизий. В конце войны - командир 376 Кузбасско-Псковской Краснознаменной дивизии. Награждён орденом Ленина, 2 орденами Красного Знамени, орденам Суворова 2-й ст., орденом Отечественной войны 1-й ст., орденом Красной Звезды.